# Piaggio P.180 Avanti
Piaggio P180 Avanti je italijansko dvomotorno turbopropelersko letalo, ki ga izdeluje podjetje Piaggio Aero. V presurizirani kabini  je prostora za do devet potnikov . Na sprednjem delu ima majhno krilo - kanard in horizontalni stabilizator na repu. Ima vzgonski trup z laminarnim tokom in motorje v konfiguraciji potisnik.
Načrtovanje se je začelo leta 1979 s testiranju v vetrnem tunelu v Italiji in ZDA. Sodelovali so nekaj časa tudi z izdelovalcem poslovnih letal Learjet, potem je Piaggio sam nadaljeval. Learjetov vpliv se vidi po dveh majhnih delta krilcih pod horizontalnim stabilizatorjem.
Prvi prototip je poletel septembra 1986, italijansko in ameriško certifikacijo je pridobil leta 1990. Do oktobra 2010 so letala nabrala 500.000 ur letenja. 
Leta 2005 so ponudili izboljšano različico Avanti II z močnejšimi motorji, ki leti 18 km/h hitreje pri manjši porabi goriva. Dodali so povsem nov stekleni kokpit z vso sodobobno avioniko.
Avanti je hitrejši od večine drugih turbopropov in od veliko manjših reaktivnih poslovnih letal. Poraba goriva je za 40 % manjša kot pri reaktivcih iste velikosti.

## Tehnične specifikacije (P180 Avanti)
- Posadka: 1 ali 2 pilota
- Kapaciteta: do 9 potnikov
- Dimezije kabine: 1,75 m (5 ft 9 in) visoka, 1,85 m (6 ft 1 in) široka, 4,45 m (14 ft 7 in) dolga
- Tovor: 907 kg (2 000 lb)
- Dolžina: 14,41 m (47 ft 3½ in)
- Razpon kril: 14,03 m (46 ft 0½ in)
- Višina: 3,97 m (13 ft 0¾ in)
- Površina kril: 16 m² (172,2 ft²)
- Površina kanardov: 2,19 m² (23,59 ft²)
- Površina horizontalnega stabilizatorja: 3,83 m²  (41,27 ft²)
- Prazna teža: 3 400 kg (7 500 lb)
- Maks. vzletna teža: 5 239 kg (11 550 lb)
- Motorji: 2 × Pratt & Whitney Canada PT6A-66 turbopropi, 634 kW (850 KM) vsak

- Maks. hitrost: 737 km/h (398 kn, 458 mph)
- Potovalna hitrost: 732 km/h (395 kn, 455 mph) na višini 30 000 ft (9 144 m), 660 km/h (356 kn, 410 mph) ekonomsko križarjenje na 39 000 ft (11 887 m)
- Hitrost izgube vzgona: 172 km/h (93 kn, 107 mph)
- Dolet: 2 795 km (1 509 NM, 1 737 mi) na 11 900 m (39 042 ft)
- Višina leta (servisna): 12 500 m (41 010 ft)
- Hitrost vzpenjanja: 15 m/s (2 953 ft/min)
- Obremenitev kril: 327 kg/m² (67,1 lb/ft²)
- Razmerje moč/teža: 0,24 kW/kg (6,79 lb/KM)
- Poraba goriva: 0,84 NM/Lbs @FL410 na 316 vozlih